# Tiglath-Pileser III

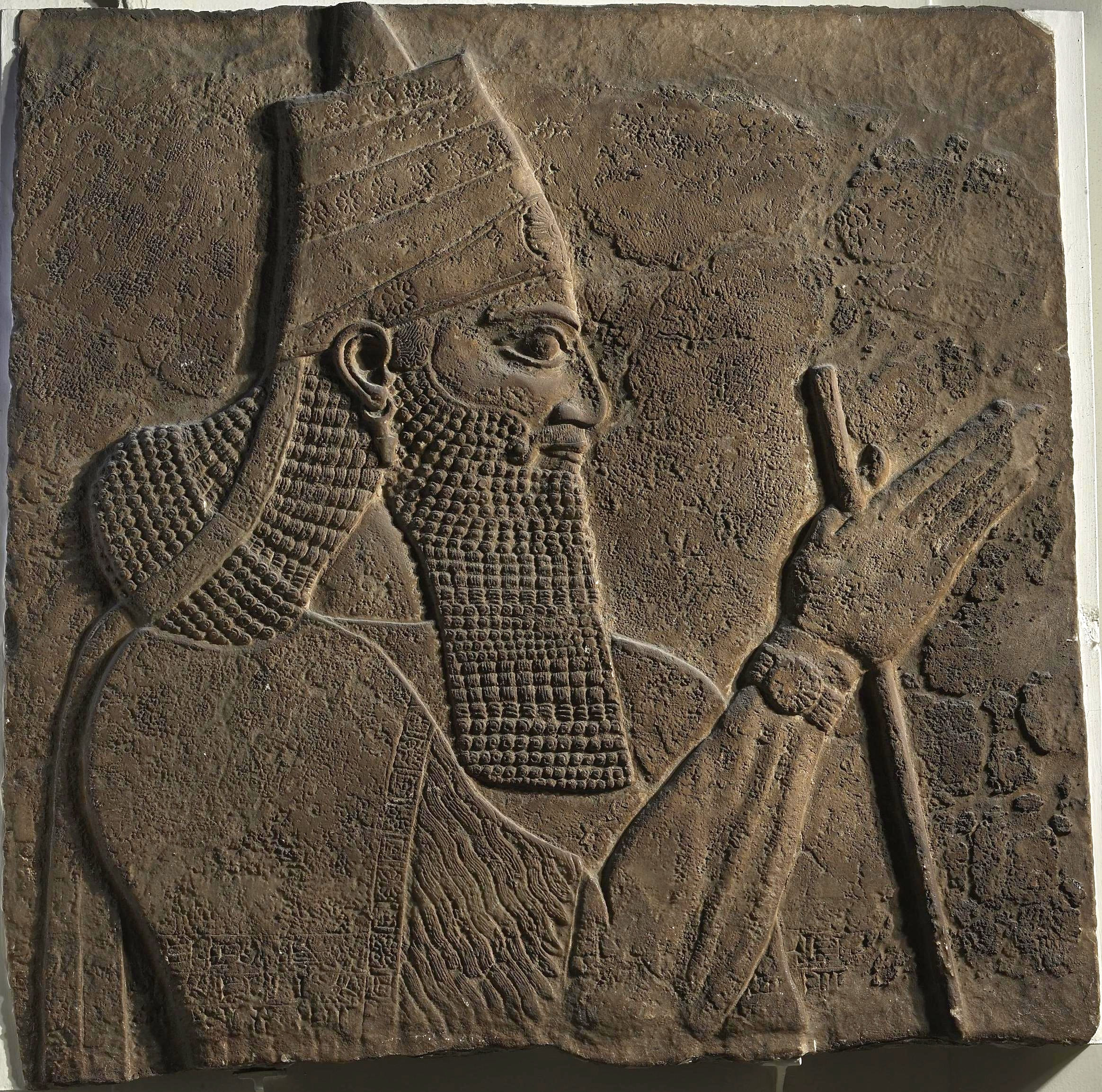
Tiglath-Pileser III: hình khắc từ các bức tường trong cung điện của ông tại (Bảo tàng Anh, Luân Đôn)

Tiglath-Pileser III (từ thể tiếng Do Thái của tiếng Akkad: Tukultī-apil-Ešarra, "niềm tin của là trong đức con của Esharra") là một vị vua lỗi lạc của Assyria ở thế kỷ 8 trước Công nguyên (trị vì từ năm 745–727 trước Công nguyên) được công nhận rộng rãi là người sáng lập ra Đế quốc Tân Assyria.
Tiglath-Pileser III chiếm lấy ngai vàng Assyria thông qua một cuộc nội chiến và đã giết chết gia đình hoàng gia. Ông đã tạo thay đổi sâu sắc cho bộ mày chính quyền Assyria, giúp nó trở nên hiệu quả và đảm bảo được an ninh. Các lực lượng của Assyria trở thành một quân đội vững mạnh. Tiglath-Pileser III buộc Babylonia phải lệ thuộc và triều cống, tàn phá nặng nề Urartu (Armenia), và đánh bại Medes và Hittites. Ông còn chinh phạt Syria (phá huỷ Damascus) và các cảng biển Địa Trung Hải của Phoenicia. Tiglath-Pileser III chiếm đóng Philistia và Israel. Về cuối triều đại của mình, Tiglath-Pileser III đã kiểm soát cả vùng Babylonia.
Tiglath-Pileser III làm thoái chí các cuộc nổi dậy chống lại sự cai trị của Assyria với việc lưu đày hàng ngàn người khắp đế quốc. Ông được xem là một trong những nhà lãnh đạo quân sự thành công nhất trong lịch sử, đi chinh phục hầu hết phần thế giới được biết đến đối với người Assyria trước khi qua đời.

### Sách
- Healy, Mark (1991). The Ancient Assyrians. London: Osprey. ISBN 1-85532-163-7. OCLC 26351868.[liên kết hỏng]
- Tadmor, Hayim (1994), The inscriptions of Tiglath-pileser III, King of Assyria: critical edition, with introductions, translations, and commentary, Jerusalem: Israel Academy of Sciences and Humanities